# Ferran II de Ribagorça
Ferran d'Aragó i de Borja (1546-1592). Últim comte de Ribagorça i V duc de Vilafermosa (1581-1592).
Fill de Martí I de Ribagorça i de Lluïsa de Borja i Aragó "la Santa duquessa" (1520-1560), filla de Joan II Borja.
Rebé el comtat de Ribagorça en plena revolta popular afavorida per cercles pròxims al monarca Felip II de Castella. Un nou esclat de violència assolà Benavarri el 1587 amb l'ajuda de bandolers catalans i amb el suport del comte de Chinchón, tresorer general del Consell d'Aragó i enemic dels Vilafermosa. Aquestes revoltes, que donaren lloc a una guerra civil al comtat entre partidaris del comte i partidaris del rei, coincidiren amb les alteracions d'Aragó; aleshores, el 1591, Felip I d'Aragó i II de Castella, per tal de restablir l'ordre, obligà el comte Ferran a renunciar a canvi d'una compensació econòmica, i el comtat revertí a la Corona d'Aragó.
El seu germà Francesc, va heretar el ducat de Vilafermosa i va continuar la lluita pel comtat de Ribagorça, del qual s'autoanomenava Francesc I de Ribagorça fins al 1598, quan finí.
El comtat continuà existint, tot i que desmembrat i sense cap visible, fins al 1716 amb el Decret de Nova Planta.